# Goniothalamus amuyon
Goniothalamus amuyon är en kirimojaväxtart som först beskrevs av Francisco Manuel Blanco, och fick sitt nu gällande namn av Elmer Drew Merrill. Goniothalamus amuyon ingår i släktet Goniothalamus och familjen kirimojaväxter. Utöver nominatformen finns också underarten G. a. ramosii.